# Жлъчен сок
Вижте пояснителната страница за други значения на Жлъчка.
Жлъчен сок, или жлъчка, е горчива на вкус жълтокафява или зеленикава телесна течност, която се секретира от черния дроб на повечето гръбначни и подпомага процеса на разграждане на мазнините в тънките черва. Тя се образува непрекъснато в черния дроб, но се излива в дванадесетопръстника единствено по време на храносмилане. Там участва в емулгирането на мазнините, стимулира перисталтиката и забавя гниенето.
Когато човек не се храни, жлъчката се събира в жлъчния мехур, където поради частичното усвояване на водата в нея, тя се сгъстява. Поради това се различават два вида жлъчка – чернодробна и мехурна.
- Чернодробната жлъчка е златисто-жълта на цвят и е по-рядка.
- Мехурната жлъчка е тъмна на цвят и е около 10 пъти по-концентрирана от чернодробната.

За едно денонощие се отделят около 800 – 1000 cm³ жлъчка. pH ≈ 1,5. Жлъчният сок съдържа:
- Вода
- Жлъчни киселини – това са таурохоловата и гликохоловата киселина, които влизат в състава на жлъчката под формата на техните алкални соли. Благодарение на тях се активира действието на панкреасната липаза и се усилва действието на амилолитичните ензими. Под влияние на липазата мастите се разглобяват до висши мастни киселини и глицерин, които са разтворими във вода и могат лесно да се резорбират. Притежавайки бактерицидно действие, жлъчните киселини задържат развитието на гнилостните микроорганизми в тънките черва.
- Жлъчни пигменти – това са червеният билирубин и зеленият биливердин, които се образуват в черния дроб от преработването на хемоглобина, освободен при разрушаване на еритроцитите. Едновременно с тази преработка се отнема желязото от хемоглобина и се предоставя на костния мозък за образуване на нови еритроцити. Тези пигменти се изхвърлят чрез жлъчката и храносмилателния канал навън от организма.
- Холестерин – той е нормална съставна част в мембраните на всички клетки. Холестеринът, който се приема чрез храната, както и този, който се образува при разрушаването на собствените клетки на организма, ако е в повече, се изхвърля навън чрез жлъчката.
- Слуз.

Образуването на жлъчен сок се усилва при въвеждане в кръвта на жлъчни киселини или при постъпване в храносмилателния канал на солна киселина, кисели течности, секретин, минерална вода, в по-слаба степен питейна вода, и др.